# Perigramma cesata
Perigramma cesata är en fjärilsart som beskrevs av Druce 1892. Perigramma cesata ingår i släktet Perigramma och familjen mätare. Inga underarter finns listade i Catalogue of Life.